# Пожарна
Пожарна (рум. Pojarna) — село в Унгенському районі Молдови. Входить до складу комуни, адміністративним центром якої є село Сінешть.

## Населення
За даними перепису населення 2004 року у селі проживала 21 особа, усі — молдавани.